# Isusova čuda
Isusova čuda dio su Isusova javna djelovanja opisana u Novome zavjetu.
Isusova čuda mogu se svrstati u četiri skupine: ozdravljenja bolesnih, pokazivanje Isusove vlasti nad prirodom, istjerivanja Sotone i njegovih demona te oživljavanje mrtvih. Najčešća su ozdravljenja bolesnih. U Novome zavjetu spominje se oko 25 izvještaja o Isusovu ozdravljenju bolesnih. Najmanje je bilo oživljavanja ili uskrsivanja: oživio je Lazara, dvanaestogodišnju djevojčicu (Mt 9,23-25) i sina jedinca majke koja je bila udovica (Lk 7,12-15). Ta uskrsnuća su vraćenje mrtvih u život i nemaju ništa s kršćanskim pojmom uskrsnuća, kada će, po kršćanskome vjerovanju, Božjom milošću Bog svojim Duhom izvesti mrtve iz stanja potpune smrti u vječni život u Božjem kraljevstvu. Takvo je i Isusovo uskrsnuće nakon smrti.

## Prvo čudo
Prvo čudo dogodilo se na svadbi u Kani Galilejskoj. Ponestalo je vina pa je Isus na molbu Djevice Marije pretvorio vodu u vino. Učinio je to da spasi svatove od sramote i pomogne im jer su bili siromašni. Pretvarajući vodu u vino, Isus je pokazao da ima moć nad prirodom. Po Bibliji nakon toga i sljedećih čuda pročulo se za Isusa i ljudi su počeli vjerovati da je obećani Mesija.

## Liječenje i egzorcizam
Putovao i nailazio na bolesne te opsjednute. Liječio ih je i pomagao im. Neke je ozdravio polaganjem ruku, druge izgovaranjem riječi. Slijepi su progledali, gluhi pročuli, hromi prohodali. Po kršćanskome shvaćanju Isus ozdravljenjima pokazuje pažnju i ljubav prema bolesnima. Ozdravljenje je tako znak da je započelo Božje kraljevstvo i novi Božji svijet. Ozdravljao je i Židove i pripadnike drugih naroda poput Rimljana. Liječio je i pripadnike bogatih i siromašnih slojeva društva.
U Isusovo vrijeme bolesti su se pripisivale grijesima ili djelovanju zlih duhova. Neke bolesti opisane u Bibliji uistinu su i bile opsjednuća te je Isus navodno istjerivao zle duhove iz opsjednutih. Kada je Isus prilazio tim ljudima, zapovijedio je zlom duhu (đavlu) da izađe i ostavi ih na miru. Đavao se pokoravao jer je Isus imao moć nada njim. Izlazeći, đavao je govorio da je Isus Sin Božji, na što ga je Isus ušutkavao jer nije želio da ga ljudi prije reda priznaju za Kralja što bi naštetilo Božjem planu. Prije nego što bi đavao napustio opsjednutoga čovjeka, stresao bi ga i bacio na zemlju tako da se čovjek previjao od bola. Vikavši, zloduh bi izlaizo iz usta opsjednutoga. Nakon toga čovjek je bio zdrav, miran i pri svijesti. Izgonom đavla naviješta se da će svojom mukom Isus konačno pobijediti đavla. Po kršćanskome vjerovanju zli duhovi, makar osuđeni, mogu slobodno tumarati svijetom i napastvovati ljude sve do Posljednjeg suda kada će zauvijek biti zatvoreni u paklu.

## Vlast nad prirodom
Isus je pokazao svoju moć i vlast nad prirodom kada je utišao oluju na nemirnom moru (Mt 8,27), hodao po vodi (Iv 6,16-21), umnožio kruh (Mk 6, 42-43) i tako dalje.

## Unutarnje poveznice
- Isus
- Svadba u Kani Galilejskoj
- Lazarovo uskrsnuće
- Čudesni ulov ribe